# Mainua
Mainua est un village de la commune de Kajaani dans le  Kainuu en Finlande.
Mainua est à l'intersection de la nationale 5 et de la nationale 28 au bord du lac Mainuanjärvi et à 20 kilomètres au sud de Kajaani. 
Mainua a 170 habitants (2007).